# Eulepte alialis
Eulepte alialis är en fjärilsart som beskrevs av Achille Guenée 1854. Eulepte alialis ingår i släktet Eulepte och familjen Crambidae. Inga underarter finns listade i Catalogue of Life.